# میدان بازار
میدان بازار (به ترکی آذربایجانی: Bazar meydanı) یک اثر باستانی مذهبی دارای اهمیت ملی است، که در قسمت شهر قدیمی باکو قرار دارد. این اثر در نتیجهٔ کاوش‌های باستان‌شناسی انجام شده به سال ۱۹۶۴ میلادی در سمت شمالی قلعهٔ دختر یاقت شد.

## سازهٔ اثر
سازهٔ میدان بازار به خاطر اینکه از هر جانب با پیادروی‌ها و طاق‌های ستون‌دار احاطه شده‌است، تشابه زیادی با مسجدالحرام دارد. بر اثر حفاریهای باستان شناختی، ۵۲ سنگ قبر در این قلمرو پیدا شده‌است. بسیاری از این قبرها به‌طور ویژه مورد حفاظت واقع گردیده‌اند.
به احتمال زیاد، قبرهای موجود در قلمروی اثر و زیر طاق‌ها به متوفیانی متعلق است، که از دیگر جاها به اینجا منتقل و دفن شده‌اند. چون بعضی از مسلمانان پیش از مرگ خود وصیت می‌فرمایند، که جسد آنها را در اماکنی مقدس تدفین نمایند.
در صورتی که همان مکان‌های قدس مورد نظر در خاکی دور از موقعیت آنان باشند به‌خاکسپاری شخص فوت شده در آنجاها ممکن نباشد، جسدشان را در «جاهای امانتدار» دفن می‌نمایند. بنابه باور عامهٔ مسلمانان محل‌هایی چون این «جاهای امانتدار» اجسادشان را برای اماکن قدس مورد نظرشان به امانتداری می‌گیرند. در وسط حیاط، در میان گورها، یک چاه استوانهای شکل و در کمی دور از آن، یعنی در سمت جنوب شرقی یک ستون هشت‌ضلعی یافته شده‌است.
این ستون روی یک سکوی سنگی هشت‌ضلعی و سه پله‌ای قرار دارد. ارتفاع آن به ۱٫۳۱ متر و عرضش به ۴۸ سانتیمتر می‌رسد. باستان شناسان با اتکا بر آثار فرهنگی مادی و قبرها معتقد هستند، که اینجا در دوران باستانی پرستشگاهی مقدس بوده‌است.

## نگارخانه

نماهایی گوناگون از میدان
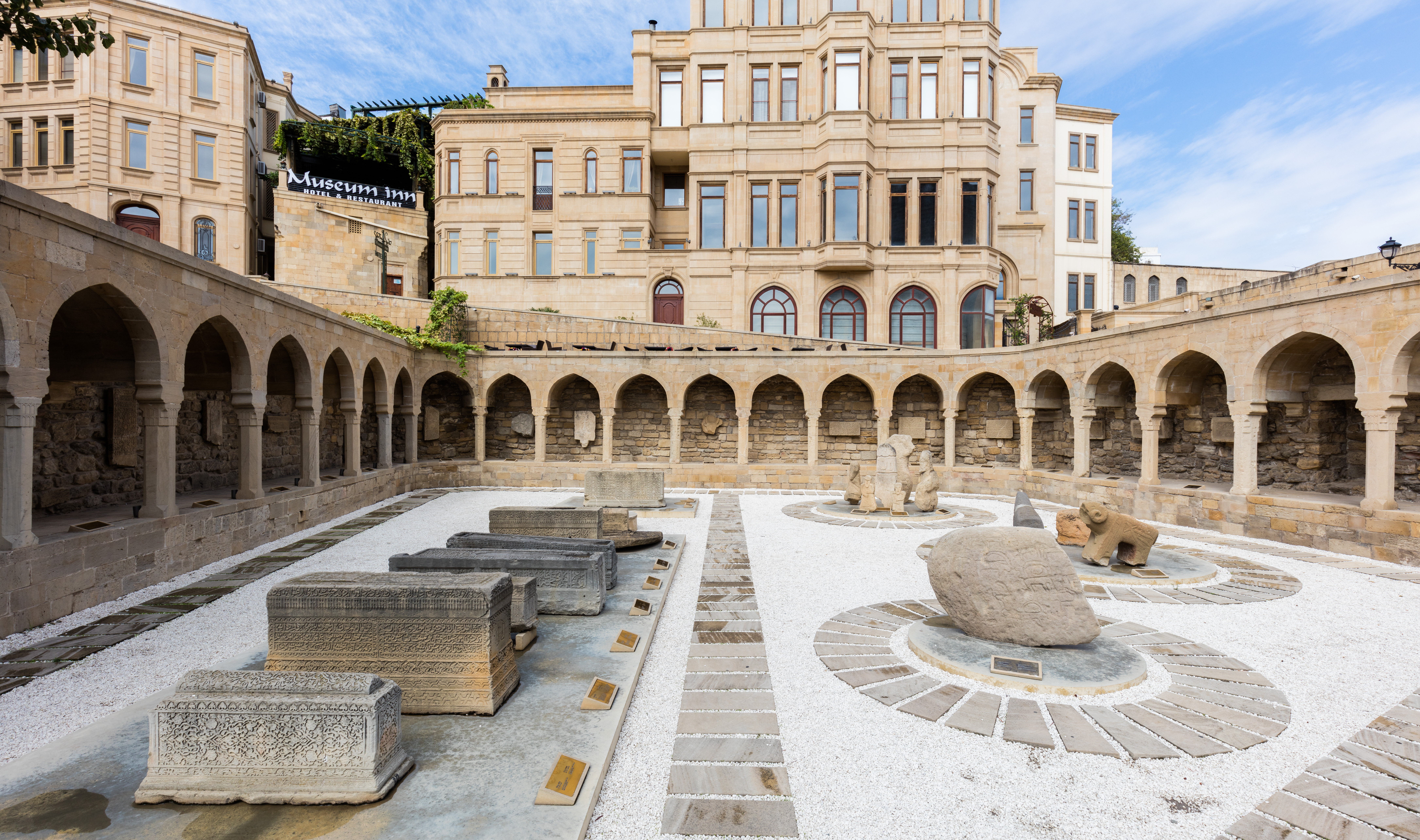
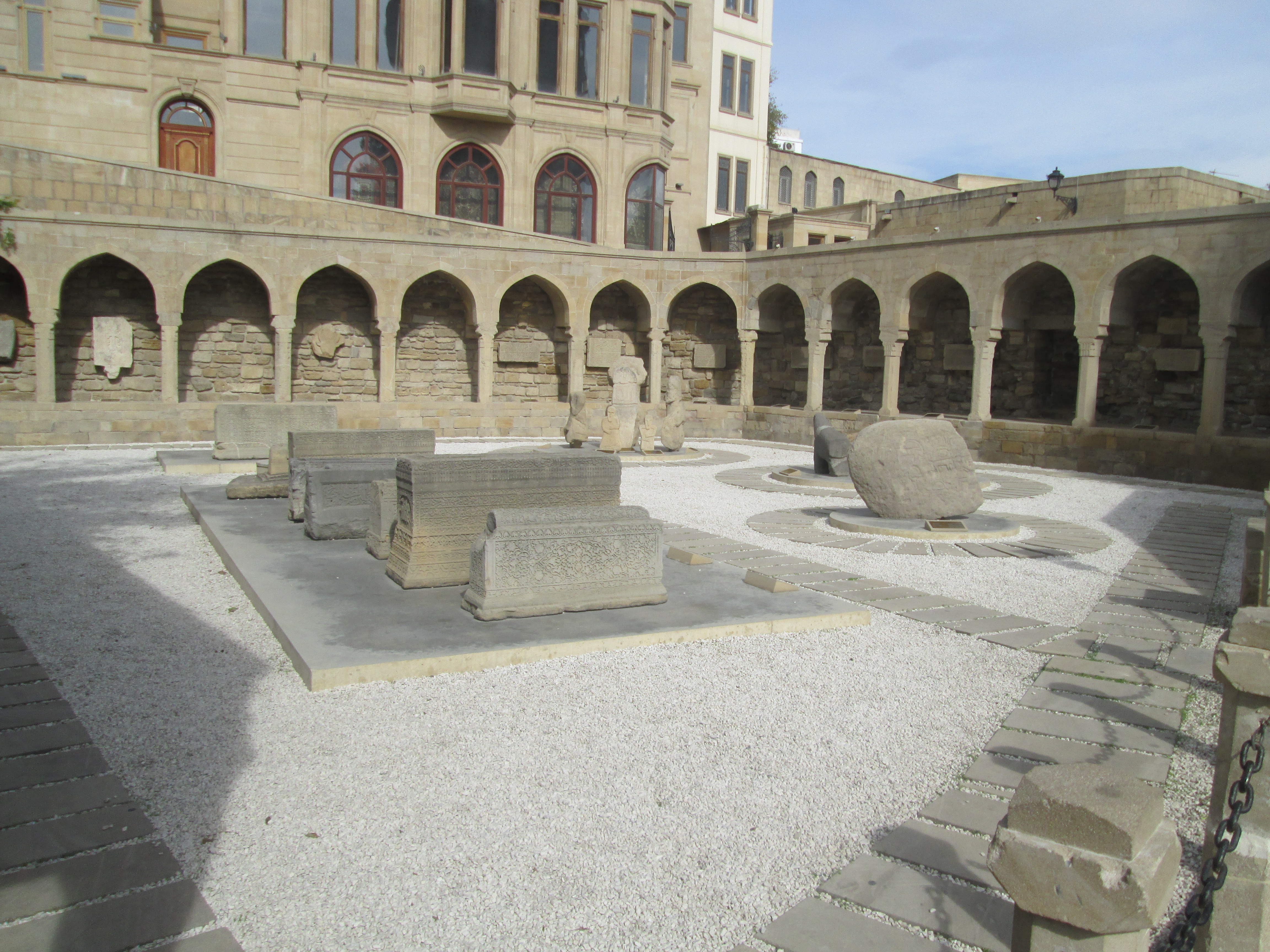
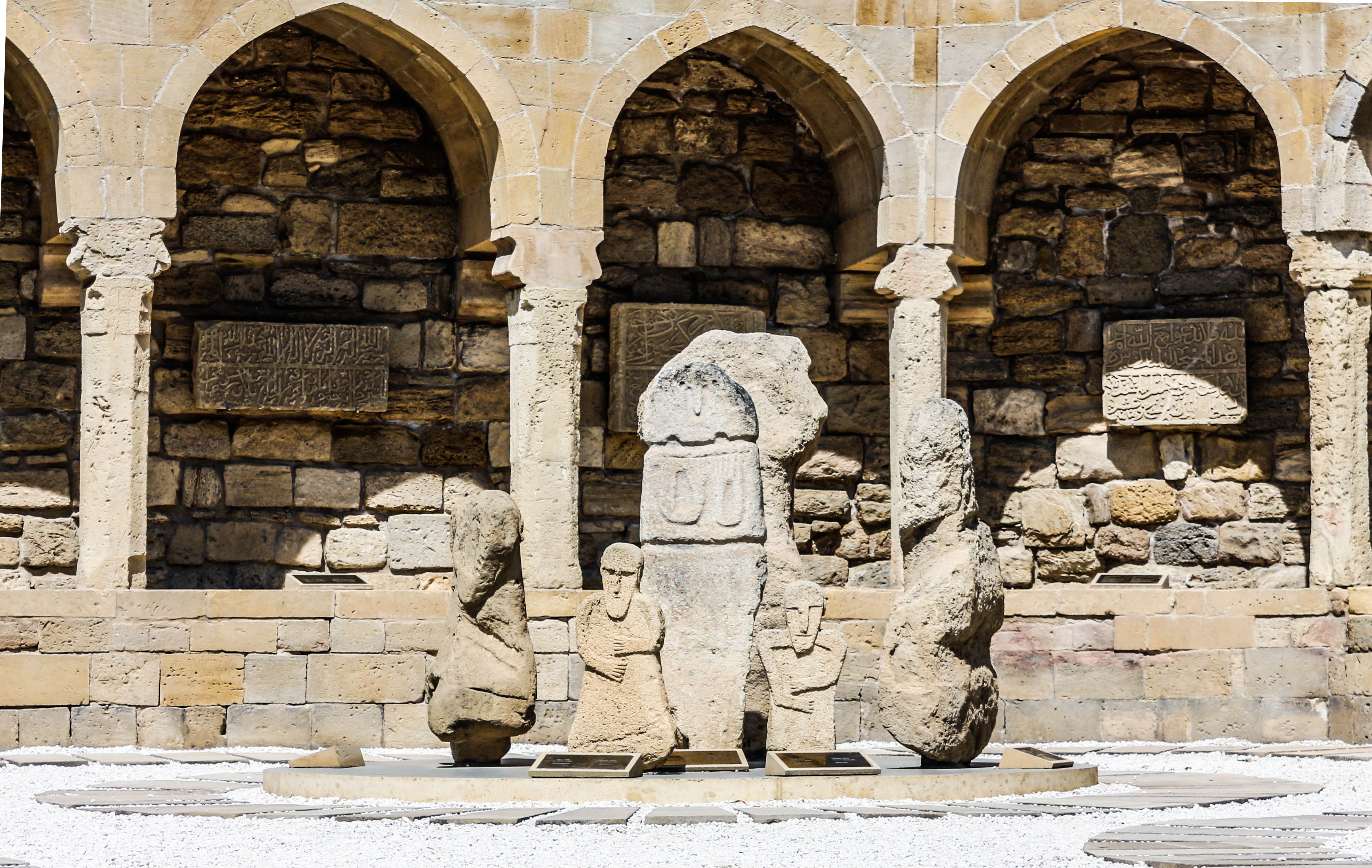
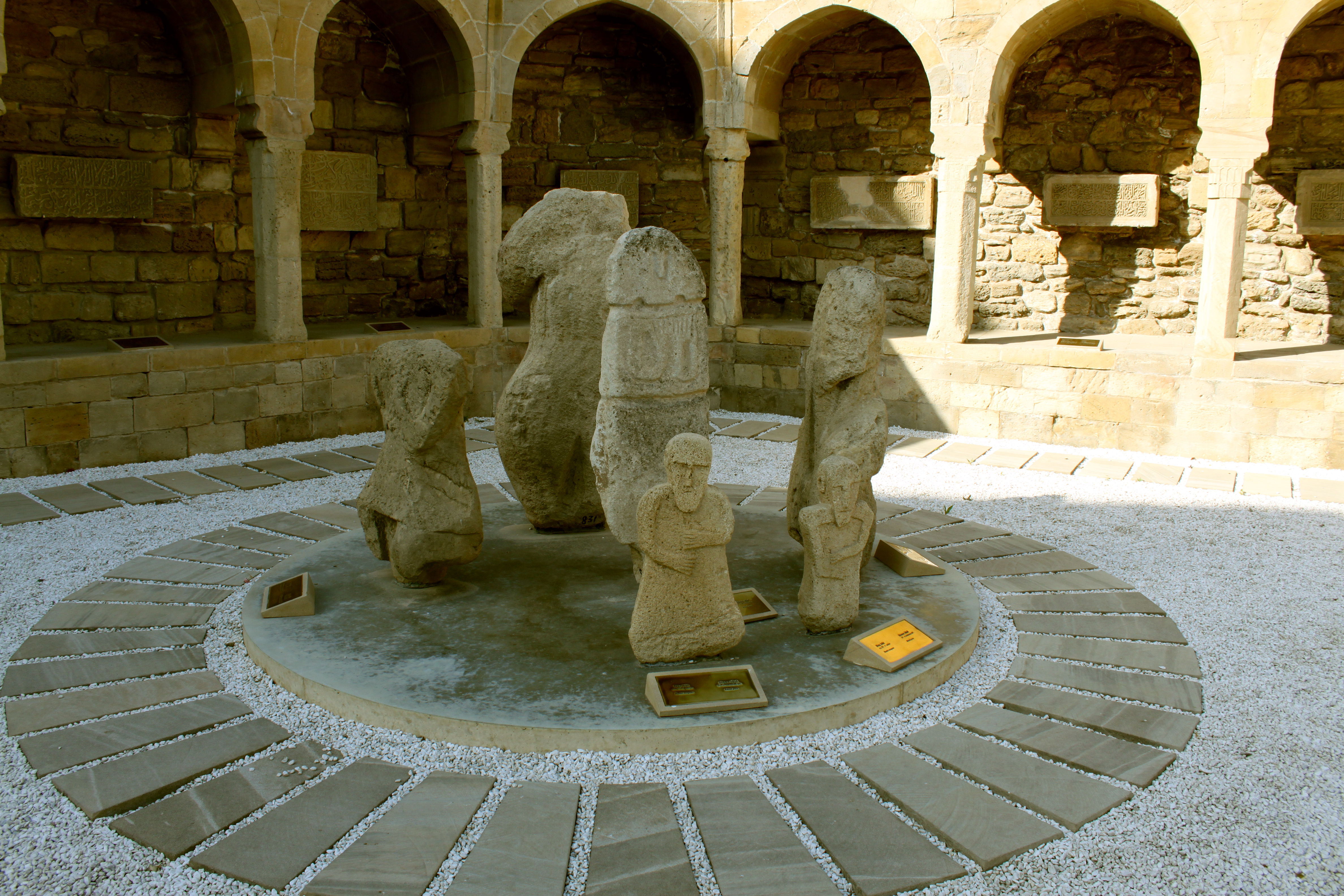
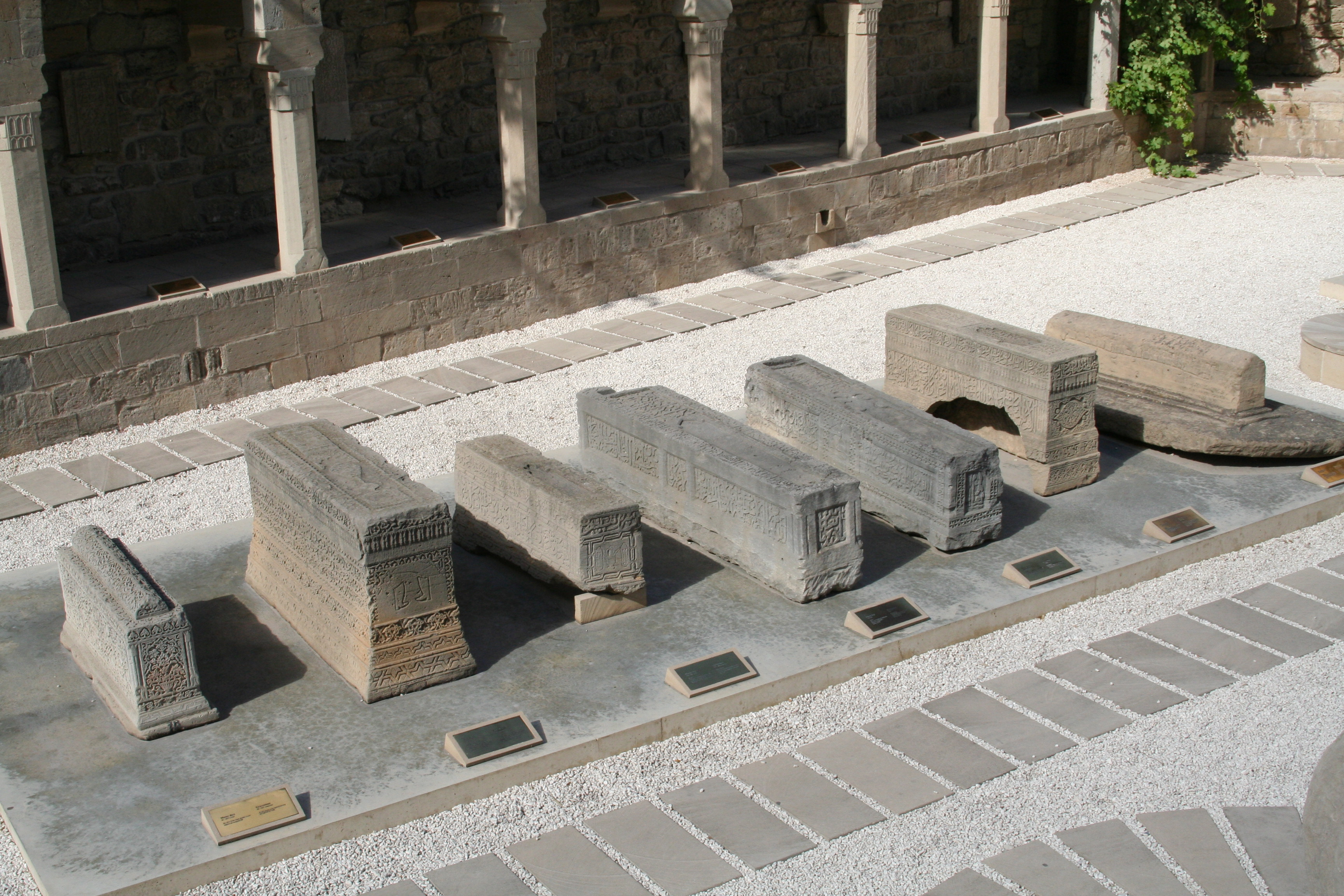
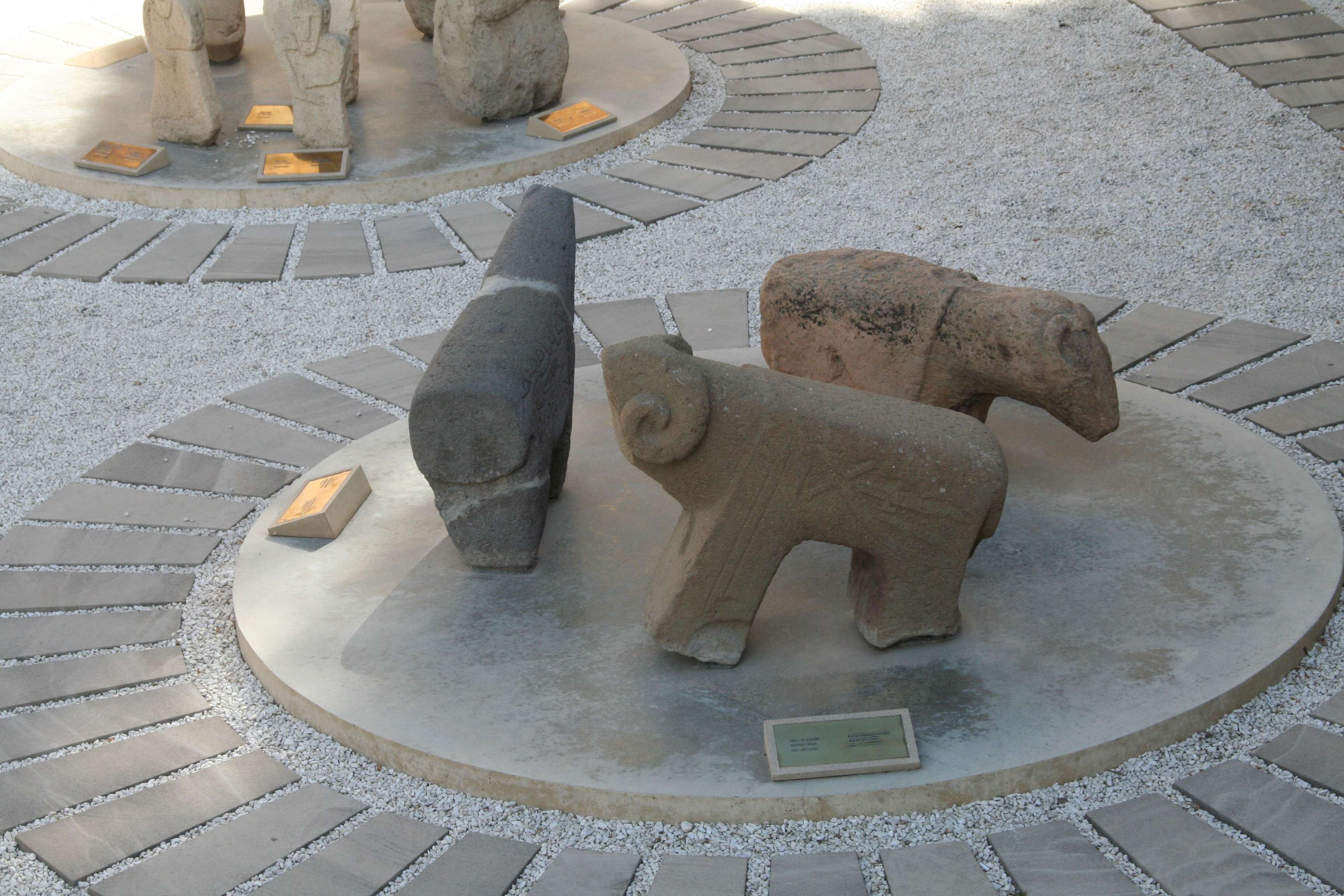